# Ранис (Саксония-Анхальт)
Ранис (нем. Ranies) — коммуна в Германии, в земле Саксония-Анхальт, входит в район Зальцланд, и подчиняется городскому округу Шёнебек.
Население составляет 381 человек (на 31 декабря 2008 года). Занимает площадь 7,28 км². Официальный код — 15 3 67 021.

## История
Первое упоминание о поселении относится к 1176 году.
1 января 2009 года Ранис был включён в городской округ Шёнебека.